# Janusz Pyciak-Peciak
Janusz Gerard Peciak (ur. 9 lutego 1949 w Warszawie jako Janusz Gerard Pyciak-Peciak) – polski pięcioboista nowoczesny, mistrz olimpijski z Montrealu 1976, mistrz świata, od 2021 prezes Polskiego Związku Pięcioboju Nowoczesnego.

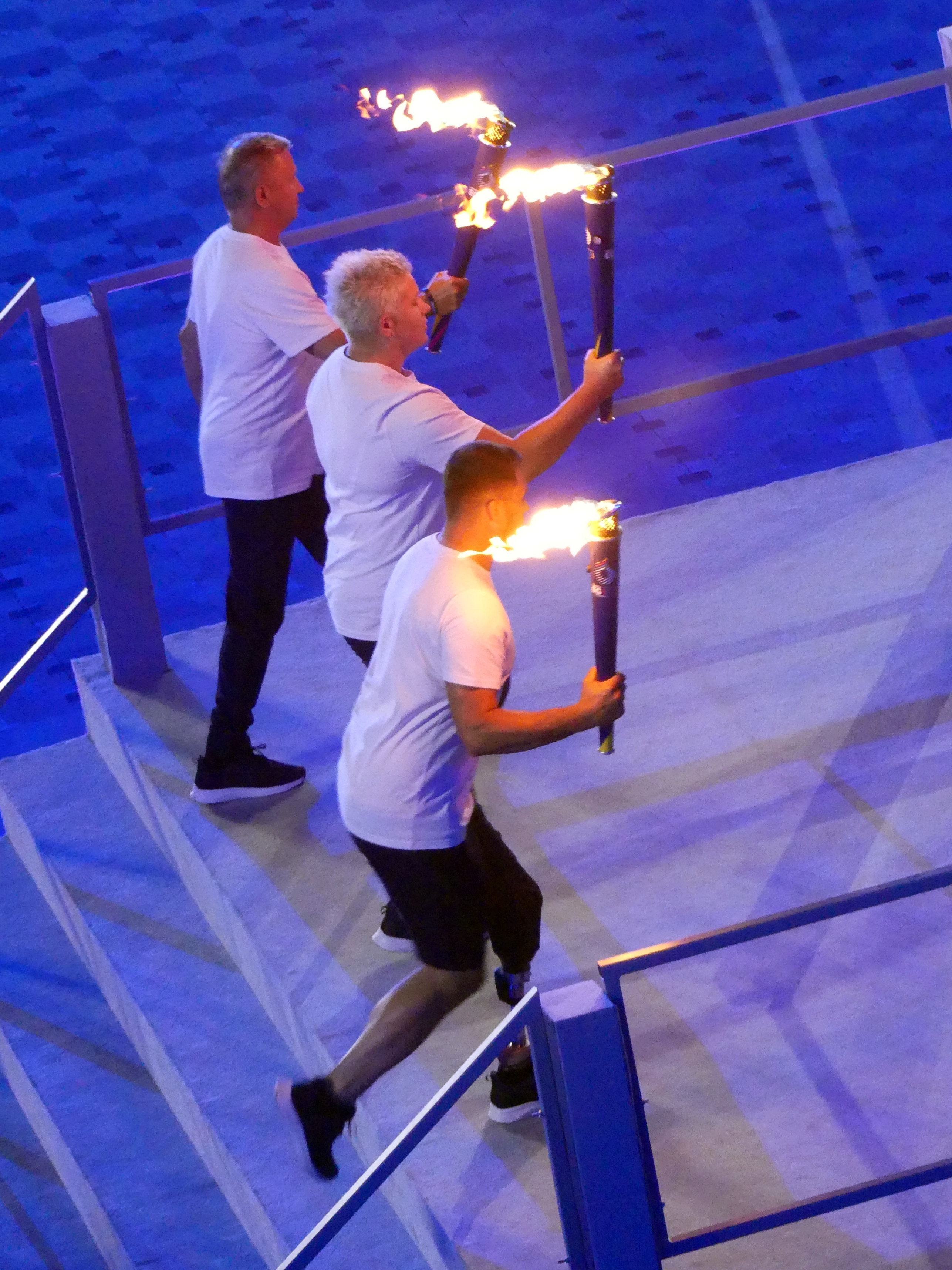
Janusz Pyciak-Peciak, podczas zapalania znicza olimpijskiego Igrzysk Europejskich w Krakowie (pierwszy z lewej)

## Przebieg kariery
Trzykrotnie startował w igrzyskach olimpijskich. Po nieudanym starcie w Monachium 1972 na następnych igrzyskach w Montrealu 1976 zdobył złoty medal indywidualnie. Drużyna z Pyciakiem-Peciakiem, Zbigniewem Paceltem i Krzysztofem Trybusiewiczem była czwarta. Podczas igrzysk w Moskwie 1980 zajął indywidualnie 6. miejsce, a drużyna z jego udziałem (oraz Marka Bajana i Jana Olesińskiego) czwarte. Na igrzyska do Los Angeles 1984 nie pojechał wskutek bojkotu tych zawodów przez władze polskie (przeciwko czemu jako jeden z nielicznych publicznie protestował).
Był także dwukrotnym indywidualnym mistrzem świata (w 1977 i 1981) i dwukrotnym wicemistrzem (w 1978 i 1979). W drużynie trzykrotnie zdobył mistrzostwo świata (w 1977, 1978 i 1981).
Osiem razy zdobył mistrzostwo Polski: w 1974, 1975, 1976, 1977, 1980, 1981, 1982 i 1983.
Wielokrotnie był wybierany do dziesiątki najlepszych polskich sportowców w Plebiscycie Przeglądu Sportowego. Dwa razy zajął pierwsze miejsce: w 1977 i w 1981, a także był drugi (w 1978) i dwa razy czwarty (w 1976 i 1979).
Od 1985 mieszkał w Stanach Zjednoczonych, gdzie pracował jako trener w wojskach lądowych USA. We wrześniu 2021 został prezesem Polskiego Związku Pięcioboju Nowoczesnego.

## Życie prywatne
Jego ojciec Stefan Peciak w okresie międzywojennym wyjechał do Francji, gdzie pracował w podparyskiej kopalni. W czasie II wojny światowej został ranny i trafił do szpitala. Jego dokumenty były zakrwawione i w szpitalu nie potrafiono ich dokładnie odczytać, przez co zarejestrowano go jako Stefana Pyciaka vel Peciaka („vel” to po łacinie „albo”). Po powrocie do Polski nosił szpitalne dokumenty przy sobie dla bezpieczeństwa w razie niemieckiej kontroli (walczył w Armii Krajowej, miał pseudonim Szary). Po wojnie chciał wyprostować zapis nazwiska, ale nie pozwolono mu. Jego syn po narodzinach został zapisany jako Janusz Gerard Pyciak vel Peciak. Dopiero po wielu latach zmienił zapis nazwiska na oryginalny: Peciak.
W 2005 był członkiem Honorowego Komitetu Poparcia Lecha Kaczyńskiego w wyborach prezydenckich.